# IEEE 802.3ab
IEEE 802.3ab est à la fois une norme et un groupe de travail du sous-comité IEEE 802.3 chargé du développement et de la spécification du standard 1000BASE-T avec lequel elle se confond. Celle-ci a été ratifiée en 1999 et est maintenant dépassée par le standard 10GBASE-T spécifié par l'amendement IEEE 802.3an  .

## Présentation
IEEE 802.3ab spécifie la couche PHY et la sous-couche MAC (appartenant à la couche liaison de données dans le modèle OSI) pour une vitesse de transmission de 1000 Mbit/s sur une liaison à paires torsadées d'une longueur maximale de 100 mètres.
Cette norme autorise des liaisons avec du câble 5e catégorie.